# The Word Alive
I The Word Alive sono un gruppo musicale statunitense formatosi nel 2008 a Phoenix, Arizona.

## Formazione

### Formazione attuale
- Telle Smith – voce (2008-presente)
- Jose DelRio – chitarra ritmica, tastiera, programmazione, voce secondaria (2022-presente)
- Daniel Nelson – batteria, percussioni (2022-presente)

### Ex componenti
- Craig Mabbitt – voce (2008)
- Tony Aguilera – batteria, percussioni (2008-2010)
- Nick Urlacher – basso (2008-2010)
- Dusty Riach – tastiera, programmazione (2008-2012)
- Justin Salinas – batteria, percussioni (2010-2012)
- Luke Holland – batteria, percussioni (2012-2016)
- Daniel Shapiro – basso, voce secondaria (2011-2017)
- Tony Pizzuti – chitarra ritmica, tastiera, programmazione, voce secondaria (2008-2021), basso (2017-2021)
- Matt Horn – batteria, percussioni (2017-2021)
- Zack Hansen – chitarra solista, tastiera, programmazione, voce secondaria (2008-2024), basso (2017-2024)

## Discografia

### Album in studio
- 2010 – Deceiver
- 2012 – Life Cycles
- 2014 – Real
- 2016 – Dark Matter
- 2018 – Violent Noise
- 2020 – Monomania
- 2023 – Hard Reset

### EP
- 2008 – The Word Alive
- 2009 – Empire

### Apparizioni in compilation
- 2011 – Punk Goes X (con Over the Mountain, cover di Ozzy Osbourne)